# 壬申誓記石
壬申誓記石（韓語：임신서기석），是新羅時代留下的碑文，1934年在慶尚北道慶州市發現，現存於大韓民國國立慶州博物館。
碑文用漢字寫成，其內容為：「壬申年六月十六日，二人幷誓記，天前誓。今自三年以後，忠道執持，過失無誓。若此事失，天大罪得誓。若國不安大亂世，可容行誓之，又別先辛未年，七月卄二日大誓，詩尙書禮傳倫得誓三年。」
該碑文中可以看到非典型漢文的特徵（採用當地語言的語順等，例如「過失無誓」，在一般漢文中應作「誓無過失」），為漢字在新羅的使用情形提供了部分證據。
碑文內容與新羅流行之花郎徒有關，據推測最可能的製作年份為公元552年、612年或732年。